# نقيل عازب (بعدان)

تعديل مصدري - تعديل

نقيل عازب محلة تابعة لقرية عازب، التابعة لعزلة المشكي بمديرية بعدان إحدى مديريات محافظة إب في الجمهورية اليمنية، بلغ تعداد سكانها 61 حسب تعداد اليمن لعام 2004.